# Ексума
Ексума е окръг в Бахамските острови, състоящ се от над 360 малки островчета.
Най-големият от тези острови е Големият Ексума, който е с дължина от 60 км (37 мили) и е съединен с друг остров, Малкия Ексума, с малък мост. Най-големият град в областта е Джорджтаун (постоянно население 1000), който е основан през 1793 г. и е разположен на остров Голям Ексума. Тропикът на Рака минава в близост до града. Цялата островна верига е 209 км (130 мили) дълга и площта е около 72 км² (27 ми²).
Островите са популярно място за яхтинг, ветроходство, гмуркане и проучване на коралови рифове. Пясъчният риф Санди, на близко разстояние до Малкия Ексума, е използван за снимките на филма Карибски пирати.

## Транспорт
Международното летище „Ексума“ се намира на едно от островчетата и служи на град Джорджтаун. Летището е разположено на 2,7 м над морското равнище и има една асфалтирана писта с размери 2149 м x 46 м.